# Ашур
 Тази статия е за древния град в Месопотамия.  За божеството вижте Ашур (бог).  
Ашур е древен град в Месопотамия, възникнал в средата на III хилядолетие пр.н.е.
Той е разположен на десния бряг на река Тигър, в днешната област Салах ад-Дин в Ирак. Градът е първата столица на Асирия и успоредно с нейното разрастване се превръща в един от главните градове на Близкия изток.
След преместването на асирийската столица в Ниневия през X век пр.н.е. значението на Ашур намалява, но градът продължава да съществува до края на XIV век, когато е унищожен от Тимур.

## Фотогалерия
- Гледка от града към поречието на близката река.
- Градът отвътре.